# Green Bay Packers 1971
La stagione 1971 dei Green Bay Packers è stata la 51ª della franchigia nella National Football League. Sotto la direzione del capo-allenatore al primi anno Dan Devine, la squadra terminò con un record di 4-8-2, terminando quarta nella Central Division della Western Conference. Fu l'ultima stagione in carriera per il quarterback Bart Starr.

## Roster
| Roster dei Green Bay Packers nel 1971 |
| --- |
| Quarterback - Scott Hunter - Frank Patrick - Bart Starr Running Back - Donny Anderson RB/P - John Brockington - Dave Hampton - Larry Krause - Elijah Pitts - Perry Williams Wide Receiver - Carroll Dale - Dave Davis - John Spilis Tight End - Len Garrett - Rich McGeorge Offensive Linemen - Ken Bowman C - Dave Bradley G - Gale Gillingham G - Bill Hayhoe - Dick Himes - Bill Lueck - Francis Peay - Randy Winkler - Richard Winther - Cal Withrow Defensive Linemen - Lionel Aldridge DE - Bob Brown DE - Jim DeLisle DT - Mike McCoy DT - Alden Roche DE - Donnell Smith - Clarence Williams DE Linebacker - Fred Carr - Jim Carter - Tommy Crutcher - Ray Nitschke - Dave Robinson Defensive Back - Ken Ellis - Charlie Hall - Al Matthews - Al Randolph - Willie Wood SS Special Team - Dave Conway K - Ken Duncan P - Lou Michaels K - Tim Webster K |
| Legenda - I rookie sono in corsivo. - Il primo ruolo è il principale mentre gli eventuali successivi indicano i ruoli secondari. - (IR) sta per Injured Reserve ed indica la lista ristretta per un solo giocatore infortunato che può tornare ad allenarsi dopo la settimana 6 e a rientrare in prima squadra dopo che questa ha giocato 8 partite. - (NF-Inj.) / (NF-Ill.) stanno rispettivamente per Non-Football Injured e Non-Football Illness ed indicano le liste dove viene inserito un giocatore che ha un infortunio o una malattia non dipendente dal football americano. - (PUP) sta per Physically Unable to Perform ed indica la lista dove viene inserito un giocatore mentre è in attesa di recuperare la condizione fisica. Nella stagione regolare dopo la sesta partita giocata dalla propria squadra, il giocatore ha tempo tre settimane per riprendere ad allenarsi, più tre settimane aggiuntive dal suo rientro agli allenamenti per rientrare in prima squadra. |

## Calendario
| Stagione regolare |              |                        |           |        |                               |          |
| Turno             | Data         | Avversario             | Risultato | Record | Stadio                        | Pubblico |
| 1                 | 17 settembre | Detroit Lions          | P 17–17   | 0–0–1  | Lambeau Field                 | 50,861   |
| 2                 | 24 settembre | Chicago Bears          | V 13–10   | 1–0–1  | Lambeau Field                 | 50,861   |
| 3                 | 1 ottobre    | Atlanta Falcons        | V 23–0    | 2–0–1  | Milwaukee County Stadium      | 49,467   |
| 4                 | 8 ottobre    | at Detroit Lions       | V 27–17   | 3–0–1  | Tiger Stadium                 | 57,877   |
| 5                 | 15 ottobre   | Minnesota Vikings      | S 7–10    | 3–1–1  | Milwaukee County Stadium      | 49,601   |
| 6                 | 22 ottobre   | at New York Giants     | V 48–21   | 4–1–1  | Yankee Stadium                | 62,585   |
| 7                 | 30 ottobre   | at St. Louis Cardinals | V 31–23   | 5–1–1  | Busch Memorial Stadium        | 49,792   |
| 8                 | 5 novembre   | at Baltimore Colts     | S 10–13   | 5–2–1  | Memorial Stadium              | 60,238   |
| 9                 | 12 novembre  | Cleveland Browns       | V 55–7    | 6–2–1  | Milwaukee County Stadium      | 50,074   |
| 10                | 19 novembre  | San Francisco 49ers    | V 13–0    | 7–2–1  | Lambeau Field                 | 50,861   |
| 11                | 26 novembre  | at Chicago Bears       | V 17–13   | 8–2–1  | Wrigley Field                 | 47,513   |
| 12                | 3 dicembre   | at Minnesota Vikings   | V 30–27   | 9–2–1  | Metropolitan Stadium          | 47,693   |
| 13                | 9 dicembre   | at Los Angeles Rams    | S 24–27   | 9–3–1  | Los Angeles Memorial Coliseum | 76,637   |
| 14                | 17 dicembre  | Pittsburgh Steelers    | S 17–24   | 9–4–1  | Lambeau Field                 | 50,861   |

Note: gli avversari della propria conference sono in grassetto.
| Stagione regolare |              |                        |           |        |                               |          |         |
| Turno             | Data         | Avversario             | Risultato | Record | Stadio                        | Pubblico | Sintesi |
| 1                 | 19 settembre | New York Giants        | S 40–42   | 0–1    | Lambeau Field                 | 56,263   | Recap   |
| 2                 | 26 settembre | Denver Broncos         | V 34–13   | 1–1    | Milwaukee County Stadium      | 47,957   | Recap   |
| 3                 | 3 ottobre    | Cincinnati Bengals     | V 20–17   | 2–1    | Lambeau Field                 | 56,263   | Recap   |
| 4                 | 10 ottobre   | at Detroit Lions       | S 28–31   | 2–2    | Tiger Stadium                 | 54,418   | Recap   |
| 5                 | 17 ottobre   | Minnesota Vikings      | S 13–24   | 2–3    | Lambeau Field                 | 56,263   | Recap   |
| 6                 | 24 ottobre   | at Los Angeles Rams    | S 13–30   | 2–4    | Los Angeles Memorial Coliseum | 75,531   | Recap   |
| 7                 | 1 novembre   | Detroit Lions          | P 14–14   | 2–4–1  | Milwaukee County Stadium      | 47,961   | Recap   |
| 8                 | 7 novembre   | at Chicago Bears       | V 17–14   | 3–4–1  | Soldier Field                 | 55,049   | Recap   |
| 9                 | 14 novembre  | at Minnesota Vikings   | S 0–3     | 3–5–1  | Metropolitan Stadium          | 49,784   | Recap   |
| 10                | 22 novembre  | at Atlanta Falcons     | S 21–28   | 3–6–1  | Atlanta Stadium               | 58,850   | Recap   |
| 11                | 28 novembre  | New Orleans Saints     | S 21–29   | 3–7–1  | Milwaukee County Stadium      | 48,035   | Recap   |
| 12                | 5 dicembre   | at St. Louis Cardinals | P 16–16   | 3–7–2  | Busch Stadium                 | 50,443   | Recap   |
| 13                | 12 dicembre  | Chicago Bears          | V 31–10   | 4–7–2  | Lambeau Field                 | 56,263   | Recap   |
| 14                | 19 dicembre  | at Miami Dolphins      | S 6–27    | 4–8–2  | Orange Bowl                   | 76,812   | Recap   |

Note: gli avversari della propria division sono in grassetto.

## Classifiche
| NFL Central       |    |   |   |      |       |       |     |     |     |
|                   | V  | S | P | %    | DIV   | CONF  | PF  | PS  | STR |
| Minnesota Vikings | 11 | 3 | 0 | .786 | 5–1   | 9–2   | 245 | 139 | V2  |
| Detroit Lions     | 7  | 6 | 1 | .538 | 2–3–1 | 3–6–1 | 341 | 286 | S2  |
| Chicago Bears     | 6  | 8 | 0 | .429 | 2–4   | 5–6   | 185 | 276 | S5  |
| Green Bay Packers | 4  | 8 | 2 | .333 | 2–3–1 | 2–7–2 | 274 | 298 | S1  |

Nota:  i pareggi non venivano conteggiati ai fini della classifica fino al 1972.